# Трайко Иванов
Трайко Иванов е български опълченец (1877 – 1878)  от Македония.

## Биография
Роден е в 1836 година в Прилеп, тогава в Османската империя, днес в Северна Македония.
Постъпва като доброволец в Българското опълчение през април 1877 година, в Пешия почетен конвой. На 3 май 1877 година е зачислен като редник в VI дружина, III рота. Участва в боевете, водени от дружината, в отбраната на прохода Шипка през август, през декември 1877 година в битката при Шейново, ранен е в лявата ръка. Оздравява на 3 април 1878 година. Уволнен е на 27 май 1878 година.
Награден е с медал.
След Освобождението остава в Княжество България. Умира на 17 май 1886 година в София.